# Communauté de communes du Pays de Gueugnon
La communauté de communes du Pays de Gueugnon est une ancienne communauté de communes française, située dans le département de Saône-et-Loire et la région Bourgogne-Franche-Comté.

## Composition
| Nom                        | Code Insee | Gentilé        | Superficie (km2) | Population (dernière pop. légale) | Densité (hab./km2) |
| -------------------------- | ---------- | -------------- | ---------------- | --------------------------------- | ------------------ |
| Gueugnon (siège)           | 71230      | Gueugnonnais   | 28,51            | 7 276 (2014)                      | 255                |
| La Chapelle-au-Mans        | 71088      | Capellimansois | 27,50            | 226 (2014)                        | 8,2                |
| Chassy                     | 71111      |                | 13,43            | 326 (2014)                        | 24                 |
| Clessy                     | 71136      | Clessyssois    | 16,99            | 248 (2014)                        | 15                 |
| Curdin                     | 71161      | Curdinois      | 8,00             | 317 (2014)                        | 40                 |
| Dompierre-sous-Sanvignes   | 71179      |                | 13,58            | 73 (2014)                         | 5,4                |
| Marly-sur-Arroux           | 71281      |                | 25,60            | 337 (2014)                        | 13                 |
| Neuvy-Grandchamp           | 71330      | Neuvicois      | 49,64            | 768 (2014)                        | 15                 |
| Rigny-sur-Arroux           | 71370      | Rignyssois     | 48,17            | 676 (2014)                        | 14                 |
| Saint-Romain-sous-Versigny | 71478      |                | 17,73            | 91 (2014)                         | 5,1                |
| Toulon-sur-Arroux          | 71542      |                | 43,73            | 1 598 (2014)                      | 37                 |
| Uxeau                      | 71552      | Uxellois       | 32,75            | 539 (2014)                        | 16                 |
| Vendenesse-sur-Arroux      | 71565      |                | 16,09            | 578 (2014)                        | 36                 |

## Historique
- Le 1er janvier 2014, les communes de Dompierre-sous-Sanvignes, Marly-sur-Arroux, Saint-Romain-sous-Versigny et Toulon-sur-Arroux la rejoignent.
- En 2016, une fusion avec la Communauté urbaine Creusot Montceau avait été envisagée, et votée par les deux conseils communautaires, mais la préfecture de Saône-et-Loire a émis son droit de véto.
- Le 1er janvier 2017 avec la mise en place du nouveau schéma départemental de coopération intercommunale, la communauté de communes fusionne avec la communauté de communes entre Somme et Loire pour former la communauté de communes entre Arroux, Loire et Somme.

## Sources
- Le SPLAF (Site sur la Population et les Limites Administratives de la France)
- La base ASPIC